# Prawo Olsona
Prawo Olsona - wraz ze wzrostem liczebności grupy pogarsza się jej wydajność, zwiększanie liczby członków obniża możliwość osiągnięcia celu, chyba że dokonamy podziału na grupy zadaniowe (wtedy możliwość osiągnięcia wyznaczonych zadań wydatnie się zwiększa), zwiększanie liczby członków zmniejsza jednolitość grupy, w dużych grupach obniża się częstość i jakość komunikacji.